# الحركة التقويمية
الحركة التقويمية (Orthokine) هي عملية طبية تجريبية يجري خلالها استخراج دم المريض ومعالجته ثم إعادة إدخاله جسم المريض باعتباره عقارًا مضادًا للالتهاب لتقليل الألم المزمن والفصال العظمي. ويعرف في الولايات المتحدة باسم ريجينوكيني (Regenokine)، وتنقل هذه العملية حوالي 2 أونصة سائل أمريكية (59 مللي) من الدم من ذراع المريض والذي يجري تحضينه فيما بعد تحت درجة حرارة مرتفعة قليلاً. يوضع السائل بعدها في نابذة حتى تنفصل الأجزاء المكونة له. وتكون الطبقة الوسطى التي تميل إلى الصفرة كثيفة وبها عوامل يعتقد بأنها توقف عامل التهاب المفاصل المعروف بـ إنترلوكين-1، والذي يتسبب في تنكس المفاصل وتدهور الغضروف. يُحقن هذا المصل في المنطقة المصابة لدى المريض. يعمل هذا الإجراء على تقليل الألم وعدم الارتياح الموجود بالمفصل. ويستمر هذا العلاج خمسة أيام يحقن خلالها المريض بست جرعات من المصل في المنطقة المصابة. ومن الطبيعي بالنسبة للمريض الحقن سنويًا لتخفيف الشعور بعدم الارتياح في المفاصل.
والحركة التقويمية هي طريقة حاصلة على براءة اختراع طورها أستاذ علم الأحياء الجزيئي الدكتور جوليو رينيك (Julio Reinecke) والدكتور بيتير ويلينج (Peter Wehling) وهو جراح مختص بالعمود الفقري في دوسلدورف، ألمانيا. وقد أكدت دراسة استمرت لمدة عامين حول فصال الركبة نُشرت في الجريدة الطبية الفصال العظمي والغضاريف (Osteoarthritis and Cartilage) على أمان هذا العلاج وفعاليته. وتعد الحركة التقويمية أقل تدخلاً من معظم أشكال جراحات الركبة الأخرى، إن لم يكن أقلها على الإطلاق. فهذا النوع من العلاج يركز على علاج الالتهاب مقابل المشكلات الميكانيكية في المفاصل. وقد اعتُمدت طريقة الحركة التقويمية للاستخدام العام في ألمانيا في 2003. وقد أبلغ معظم المرضى عن نتائج إيجابية. وتختلف طريقة الحركة التقويمية عن الطرق المشابهة الأخرى التي تعتمد على البلازما الغنية بالصفائح الدموية (PRP)، حيث تُستهدف الصفائح الدموية بدلاً من مناهض الإنترلوكين. ومن المعتقد أن الصفائح الدموية تسرع من عملية الشفاء. كذلك، فإن البلازما الغنية بالصفائح الدموية لا تتطلب تسخين الدم مثلما تتطلب الحركة التقويمية. يزيد التسخين البروتينات المضادة للالتهاب بمقدار 100 ضعف.
اعتبارًا من أغسطس 2012، تلقى 60000 مريض هذا العلاج في جميع أنحاء العالم. وكان الأمريكيون يسافرون إلى ألمانيا لتلقيه هناك إذ لم تعتمد إدارة الأغذية والأدوية الأمريكية (FDA) هذا العلاج. ثم قدم مكتبان أحدهما في نيويورك والآخر في لوس أنجلوس تراخيص لعلاج مشابه له، ولكنهما لم يعلنا عنه بسبب عدم الحصول على اعتماد إدارة الأغذية والأدوية الأمريكية (FDA). كان الدكتور فريدي فو (Freddie Fu) وهو بروفيسور جراحة تقويم العظام في جامعة بيتسبرغ قد صرح بأن هناك حاجة إلى مزيد من المحاولات المستقلة عالية الجودة التي يجب إجراؤها لإثبات فعالية العملية قبل اعتماد إدارة الأغذية والأدوية الأمريكية (FDA). ويعد نجم الرابطة الوطنية لكرة السلة اللاعب موبي براينت (Kobe Bryant) الذي سافر إلى ألمانيا لإجراء العملية على يد الدكتور ويلينج حالة شهيرة جدًا اعتمدت على شفاء ركبتيه المريضتين بشدة قبل ذلك. ويشير بعض مشجعي كرة السلة لهذه العملية باسم «عملية كوبي».
كلفت العملية 6000 يورو (حوالي 7400 دولار) اعتبارًا من يوليو 2012. وهذا العلاج لا يغطيه التأمين الصحي. وقالت كريس رينا (Chris Renna)، وهي اختصاصية الطب الوقائي التي بدأت في إحالة المرضى إلى الدكتور ويلينج منذ 2003، «إن هذا العلاج يصلح إلى 1 أو 2% من مجتمعنا نظرًا لتكلفته ووضعه».

## أشخاص تلقوا العلاج

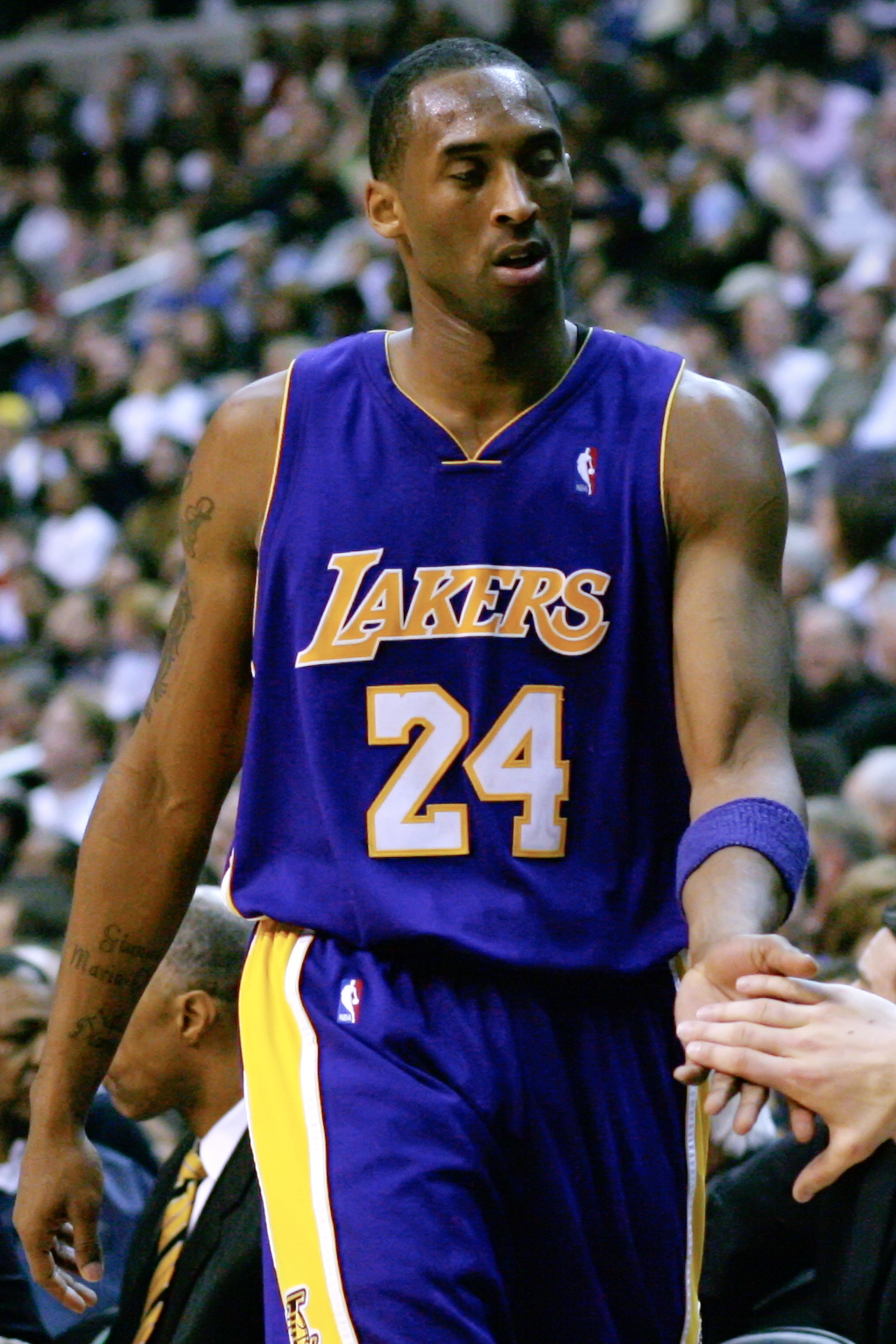
أحيانًا يُشار إلى طريقة الحركة التقويمية باسم "عملية كوبي" نسبة إلى كوبي براينت.

- جيلبرت أريناس (Gilbert Arenas)، لاعب كرة سلة[3]
- ليندسي بيرج (Lindsey Berg)، لاعبة كرة طائرة[8]
- آندرو بوجوت (Andrew Bogut)، لاعب كرة سلة[13]
- كوبي براينت، لاعب كرة سلة[1]
- آندرو بينوم (Andrew Bynum)، لاعب كرة سلة[14]
- آدم كوني (Adam Cooney)، لاعب كرة القدم الأسترالية [15]
- فريد كوبلز (Fred Couples)، لاعب الجولف[1]
- آري إيمانويل (Ari Emanuel)، وكيل مواهب[1]
- برنت جيرا (Brent Guerra)، لاعب كرة القدم الأسترالية[16]
- جرانت هيل (Grant Hill)، لاعب كرة السلة[3]
- جيف كواتينيتز (Jeff Kwatinetz)، رئيس شركة إنتاج ترفيهي[8]
- جريج أودن (Greg Oden)، لاعب كرة سلة[3]
- يوحنا بولس الثاني (Pope John Paul II)[1]
- نيك ريولديت (Nick Riewoldt)، لاعب كرة السلة الأسترالية[17]
- آليكس رودريجيز (Alex Rodriguez)، لاعب كرة القاعدة[1]
- براندون روي (Brandon Roy)، لاعب كرة السلة[3]
- ويس شورت الابن (Wes Short, Jr.)، لاعب الجولف[8]
- فيجاي سينغ (Vijay Singh)، لاعب الجولف[8]

## كتابات أخرى
- Wehling، Dr. Peter؛ Renna، Dr. Chris (2011). The End of Pain. Amazon.de.

## وصلات خارجية
- Orthokine.com
- Regenokine.net